# 沖縄県高等学校一覧
| 総数                         | 68校             |
| 国立                         | なし             |
| 公立                         | 60校             |
| 私立                         | 8校              |
| 県教育委員会所在地           | 〒900-8571       |
| 沖縄県那覇市泉崎一丁目2番2号 |                  |
| 公式サイト                   | 沖縄県教育委員会 |

沖縄県高等学校一覧（おきなわけんこうとうがっこういちらん）は、沖縄県の高等学校一覧。
全日制課程の存在しない高等学校については、定時制は「○○高等学校｛定時制｝」通信制は「○○高等学校｛通信制｝」定時制・通信制共に存在する場合は、定時制表記で記載する。

## 県立高等学校
- 沖縄県内に身元保証人がいれば、事前に県教委の許可を得ることで、県外からも沖縄県立高校を志願できる。

### 沖縄市
- 沖縄県立美里高等学校
- 沖縄県立コザ高等学校
- 沖縄県立球陽高等学校
- 沖縄県立美里工業高等学校
- 沖縄県立美来工科高等学校

### 那覇市
- 沖縄県立那覇高等学校
- 沖縄県立那覇西高等学校
- 沖縄県立那覇国際高等学校
- 沖縄県立首里高等学校
- 沖縄県立首里東高等学校
- 沖縄県立真和志高等学校
- 沖縄県立小禄高等学校
- 沖縄県立那覇商業高等学校
- 沖縄県立沖縄工業高等学校
- 沖縄県立泊高等学校｛定時制・通信制｝

### うるま市
- 沖縄県立石川高等学校
- 沖縄県立前原高等学校
- 沖縄県立具志川高等学校
- 沖縄県立与勝高等学校
- 沖縄県立中部農林高等学校
- 沖縄県立具志川商業高等学校

### 浦添市
- 沖縄県立浦添高等学校
- 沖縄県立浦添工業高等学校
- 沖縄県立那覇工業高等学校
- 沖縄県立陽明高等学校
- 沖縄県立浦添商業高等学校

### 宜野湾市
- 沖縄県立宜野湾高等学校
- 沖縄県立普天間高等学校
- 沖縄県立中部商業高等学校

### 名護市
- 沖縄県立名護高等学校
- 沖縄県立北部農林高等学校
- 沖縄県立名護商工高等学校

### 糸満市
- 沖縄県立糸満高等学校
- 沖縄県立沖縄水産高等学校

### 豊見城市
- 沖縄県立豊見城高等学校
- 沖縄県立豊見城南高等学校
- 沖縄県立南部農林高等学校

### 宮古島市
- 沖縄県立宮古高等学校
- 沖縄県立宮古総合実業高等学校
- 沖縄県立宮古工業高等学校

### 石垣市
- 沖縄県立八重山高等学校
- 沖縄県立八重山農林高等学校
- 沖縄県立八重山商工高等学校

### 国頭郡

#### 大宜味村
- 沖縄県立辺土名高等学校

#### 本部町
- 沖縄県立本部高等学校

#### 今帰仁村
- 沖縄県立北山高等学校

#### 宜野座村
- 沖縄県立宜野座高等学校

### 中頭郡

#### 読谷村
- 沖縄県立読谷高等学校

#### 嘉手納町
- 沖縄県立嘉手納高等学校

#### 北谷町
- 沖縄県立北谷高等学校

#### 北中城村
- 沖縄県立北中城高等学校

#### 西原町
- 沖縄県立西原高等学校

### 島尻郡

#### 八重瀬町
- 沖縄県立向陽高等学校
- 沖縄県立南部工業高等学校
- 沖縄県立南部商業高等学校

#### 南風原町
- 沖縄県立南風原高等学校
- 沖縄県立開邦高等学校

#### 与那原町
- 沖縄県立知念高等学校

#### 久米島町
- 沖縄県立久米島高等学校

## 県立高校の学区に関して

### 普通高校
普通科を設置する高校には、平成17年度入学者選抜試験以降、次のように学区が改定された（ただし一部地域や中学校区においては、該当する学区を越えて志願できる普通高校もある）。
- 国頭学区：国頭村、大宜味村、東村、今帰仁村、本部町、名護市、宜野座村、金武町（金武町の一部地域では中頭学区の石川高等学校にも通学できる）
- 中頭学区：恩納村、うるま市（津堅島を除く）、読谷村、嘉手納町、沖縄市、北谷町、北中城村、中城村、宜野湾市（恩納村の一部地域では国頭学区の名護高等学校や宜野座高等学校へ通学できる。宜野湾市の一部も那覇学区の西原高等学校へ通学できる）
- 那覇学区：浦添市、那覇市、西原町（那覇市の西側の地区は島尻学区の豊見城高等学校、首里･真和志地区は島尻学区の南風原高等学校へ通学できる。また、浦添市の一部中学校区では中頭学区の宜野湾高等学校へ、西原町は島尻学区の知念高等学校へ通学できる）
- 島尻学区：南風原町、南城市、糸満市、豊見城市、八重瀬町、与那原町（南風原町からは那覇学区の首里高等学校、首里東高等学校、真和志高等学校へ、豊見城市からは同学区の那覇高等学校、那覇西高等学校、小禄高等学校へ通学できる）
- 久米島学区：久米島町（久米島高等学校への通学が可能）
- 宮古学区：宮古島市（宮古高等学校、伊良部高等学校への通学が可能）
- 八重山学区：石垣市（八重山高等学校への通学が可能）

なお、高校のない周辺離島については、学区の指定をしない。そのため、そのような離島出身の生徒の殆どは高校進学とともに親元を離れて学生寮や賄い付き下宿などで生活することとなる。

### 専門学科・総合学科・定時制課程
全日制の普通科以外の名称の学科（実業系各科、理数科など）、定時制課程の高校は県全域からの通学が可能。

## 私立高等学校

### 全日制
- 沖縄尚学高等学校（那覇市）
- 興南高等学校（那覇市）
- 昭和薬科大学附属高等学校（浦添市）
- 沖縄カトリック高等学校（宜野湾市）

### 通信制
- 八洲学園大学国際高等学校（本部町）｛通信制｝
- ヒューマンキャンパス高等学校（名護市）｛通信制｝
- N高等学校（うるま市）｛通信制｝
- つくば開成国際高等学校（那覇市）｛通信制｝